# Berthouville
Berthouville é uma comuna francesa na região administrativa da Normandia, no departamento de Eure. Estende-se por uma área de 7,52 km². Em 2010 a comuna tinha 324 habitantes (densidade: 43,1 hab./km²).